# Kurt Hugo Schneider
Kurt Hugo Schneider, född 7 september 1988 i Baltimore, Maryland, uppvuxen i Blue Bell, Pennsylvania, är en amerikansk filmregissör, filmproducent, sångare och låtskrivare, som är känd för sin produktion av Youtube-musikvideor i samarbete med andra musiker som Alex Goot, Christina Grimmie, Megan Nicole, Tyler Ward, Olivia Noelle och Tiffany Alvord. Han är mest känd för sin produktion av musikvideor med Sam Tsui, speciellt de musikaliska medley videor där Tsui visas som en en-mans kör, som har samlat både nationell och internationell uppmärksamhet från media. Hans blandning av musikaliska och tekniska färdigheter är eftertraktade av andra musiker och organisationer.

## Bakgrund
Schneider växte upp i Blue Bell, Pennsylvania, en förort till Philadelphia i samma delstat, där han bodde bara en gata bort från Sam Tsui, som han träffade när han studerade på Wissahickon High School. Han är av tysk och österrikisk härstamning på hans fars sida. Kurt har en äldre syster. Han utexaminerades från Yale University år 2010 med en examen i matematik.
Schneider är också en schackmästare och spelade för Yales schackteam.
Han har cirka 13 miljoner följare och 3,2 miljarder visningar på klippen.